# Siphonogorgia harrisoni
Siphonogorgia harrisoni är en korallart som beskrevs av Thomson och Mackinnon 1910. Siphonogorgia harrisoni ingår i släktet Siphonogorgia och familjen Nidaliidae. Inga underarter finns listade i Catalogue of Life.